# 93P/Ловаша
Комета Ловаша 1 (93P/Lovas) — короткопериодическая комета из семейства Юпитера, которая была обнаружена 5 декабря 1980 года венгерским астрономом Миклошем Ловашем из обсерватории Конкоя. Он  описал её как объект 17,0 m звёздной величины с центральной конденсацией. Уже после подтверждения, комету вновь переоткрыл 14 декабря американский астроном Чарльз Коваль в Паломарской обсерватории с помощью 120-см телескопа системы Шмидта. Комета обладает периодом обращения вокруг Солнца — около 9,2 года.

Орбита кометы Ловаша и её положение в Солнечной системе

## История наблюдений
Из-за недостаточного количества наблюдений точно определить орбиту кометы не представлялось возможным, но британскому астроному Брайану Марсдену удалось вычислить параболическую орбиту, которая указывала на дату перигелия 23 сентября 1980 года и расстояние перигелия 1,43 а. е. Данные наблюдений конца января позволили скорректировать орбитальные параметры: дата перигелия — 3 сентября 1980 года, расстояние перигелия — 1,675 а. е., орбитальный период — 9,07 года.
Во время очередного возвращения комета была восстановлена 7 июля 1989 года японским астрономом Цутому Сэки, который нашёл её с помощью 60-см рефлектора и оценил её яркость как 17,5 m. По мере приближения к Солнцу яркость кометы медленно увеличивалась и к концу декабря достигла 13,0 m.
В следующий раз комету восстановили 17 июня 1998 года в обсерватории Уиппла. К концу 1998 года яркость кометы снова возросла до 13,0 m.

## Сближения с планетами
В течение XX и XXI веков комета трижды сблизится с Юпитером менее чем на 1 а. е. 
- 0,63 а. е. от Юпитера 22 июня 1910 года;
- 0,84 а. е. от Юпитера 2 марта 1946 года;
- 0,87 а. е. от Юпитера 19 июля 2064 года.